# Luna Plena Super Me
Luna Plena Super Me er titlen på den danske guitarist og sangskriver Aske Jacobys fjerde studiealbum som solist.
Albummet udkom 14. april 2016 hos selskaberne Columbia Records og Sony Music efter at være indspillet i både USA og Danmark; endnu engang sammen med de musikalske venner bassist Tony Scherr (Norah Jones) og trommeslager Jim Keltner (George Harrison, Eric Clapton, Steely Dan, Neil Young og Ry Cooder).
I forlængelsen af udgivelsen fulgte en live-tour med "Aske Jacoby Band", der ud over Jacoby selv bestod af Jacob Høyer (trommer), Daniel Franck (bass) og Rune Funck (guitar).

## Spor
1. "Trash Can Man" - (03:54)
2. "To Turn The Last Page" - (03:55)
3. "Perpetual Pleasure" - (04:54)
4. "Earthquakes & Lovebombs" - (02:59)
5. "My Heart Is A Muscle" - (05:16)
6. "The CPH Blues" - (06:44)
7. "The Hunt" - (03:44)
8. "Fundamentalist" - (06:20)
9. "Reincarnation Blues" - (07:12)